# Las aventuras de Cleopatra
Las aventuras de Cleopatra es una serie de historieta creada por Mique Beltrán para la revista Cairo. Su protagonista homónima es el personaje más famoso de su autor y tal vez la heroína más famosa de la historieta española de los años 80. Hubo una serie derivada protagonizada por su hijo, Marco Antonio, que fue publicada en El Pequeño País durante la década siguiente.

## Trayectoria editorial
La primera aparición de Cleopatra tuvo lugar en el número 7 de la revista Cairo, en la historieta breve titulada Pasaporte para Hong-Kong.
Su primera aventura larga, La pirámide de Cristal, se publicó en los números 13 a 17 de Cairo, mientras que la segunda, Macao, quedó inconclusa debido al cierre de la revista española y el año siguiente se publicó íntegramente en la francesa Pilote.
Editorial Complot editó, dentro de la colección Misión Imposible, La pirámide de cristal, una aventura de Cleopatra (1984, ISBN 84-86401-04-6) y Pasaporte para Hong-Kong, una aventura de Cleopatra (1987, ISBN 84-7763-004-6). Fuera de colección, la misma editorial publicó Macao, las aventuras de Cleopatra (1987, ISBN 84-7763-006-2).

## Características
Las aventuras de Cleopatra se consideran una de las mejores historietas cómicas aparecidas en los años 80. Partiendo de la herencia de Hergé, Mique Beltrán desarrolla un pastiche, que muestra su gran amor por el cine, todo ello con un ritmo frenético y abundantes cambios de angulación.